# Leone Film Group
Leone Film Group è una società per azioni attiva nella produzione e distribuzione di pellicole cinematografiche, nel 2014 acquisisce da Marco Belardi la Lotus Production, casa di produzione cinematografica e televisiva italiana.

## Storia
Fondata dal regista e sceneggiatore Sergio Leone nel 1989, l'attività venne ereditata dai figli alla sua morte. Inizialmente la società deteneva i diritti di due opere dell'autore romano, Il buono, il brutto e il cattivo e Il colosso di Rodi.
Negli anni successivi l'attività si concentra sulla distribuzione, attraverso accordi commerciali, di grandi successi del cinema statunitense, e con la produzione di pellicole di registi italiani esordienti.
L'azienda è quotata alla borsa italiana nell'indice FTSE AIM Italia.

## Filmografia

### Film distribuiti
- Hell - Esplode la furia (In Hell), regia di Ringo Lam, 2003.
- Conan the Barbarian, regia di Marcus Nispel, 2011.
- Delivery Man, regia di Ken Scott, 2013.
- The Wolf of Wall Street , regia di Martin Scorsese, 2013.
- Amore, cucina e curry (The Hundred-Foot Journey), regia di Lasse Hallström, 2014.
- American Ultra, regia di Nima Nourizadeh, 2015.
- Sette minuti dopo la mezzanotte (A Monster Calls), regia di Juan Antonio Bayona, 2016.
- 40 sono i nuovi 20 (Home Again), regia di Hallie Meyers-Shyer, 2017.
- C'era una volta a Los Angeles (Once Upon A Time In Venice), regia di Mark Cullen e Rob Cullen, 2017.
- My Little Pony - Il film, 2017.
- Il tuo ex non muore mai (The Spy Who Dumped Me), regia di Susanna Fogel, 2018.
- Kin, regia di Jonathan e Josh Baker (2018)
- Cena con delitto - Knives Out (Knives Out), regia di Rian Johnson (2019)
- Spencer, regia di Pablo Larraín (2021)
- Killers of the Flower Moon, regia di Martin Scorsese (2023)
- Ferrari, regia di Michael Mann (2023)
- Civil War, regia di Alex Garland (2024)
- Immaculate, regia di Michael Mohan (2024)
- Un altro ferragosto, regia di Paolo Virzì (2024)

### Film prodotti
- Il professor Cenerentolo, regia di Leonardo Pieraccioni, 2015.
- Perfetti sconosciuti, regia di Paolo Genovese, 2016.
- Quel bravo ragazzo, regia di Enrico Lando, 2016.
- Miami Beach, regia di Carlo Vanzina, 2016.
- Omicidio all'italiana, regia di Maccio Capatonda, 2017.
- Open Water 3 - Cage Dive, regia di Gerald Rascionato, 2017.
- A casa tutti bene, regia di Gabriele Muccino, 2018.
- Rimetti a noi i nostri debiti, regia di Antonio Morabito, 2018. Film italiano prodotto da Netflix.
- Sbagliata ascendente leone, regia di BENDO, 2022.
- Mia, regia di Ivano De Matteo, 2023.
- Il migliore dei mondi, regia di Maccio Capatonda, Danilo Carlani e Alessio Dogana 2023.
- Follemente, regia di Paolo Genovese, 2025.